# Lophostrix cristata
Il gufo crestato o gufo dalla lunga cresta (Lophostrix cristata (Daudin, 1800)) è un uccello rapace della famiglia Strigidae, presente nel sud del Messico, in Venezuela, Suriname, Guyana, Colombia, Ecuador, Perù, Brasile e Bolivia. È l'unica specie del genere Lophostrix. È un gufo di medie dimensioni, facilmente riconoscibile per i suoi lunghi ciuffi auricolari biancastri e l'aspetto altrimenti più scuro. Abita le foreste pluviali di pianura e predilige le aree di vecchia crescita in prossimità dell'acqua. Il gufo crestato è una specie strettamente notturna, ma si sa molto poco del suo comportamento.

## Tassonomia
Il gufo crestato comprende le seguenti sottospecie:
- Lophostrix cristata cristata (Daudin, 1800)
- Lophostrix cristata stricklandi P.L.Sclater & Salvin, 1859
- Lophostrix cristata wedeli Griscom, 1932